# Bompas (Ariège)
Bompas è un comune francese di 211 abitanti situato nel dipartimento dell'Ariège nella regione dell'Occitania.

## Società

### Evoluzione demografica
Abitanti censiti